# 夢りんりん丸
夢りんりん丸（ゆめりんりんまる）は、NHK教育テレビジョンにて2003年4月20日から2005年4月3日にかけて2年間放送された子供向けテレビ番組である。

## 概要
番組は、それまで同じ日曜日に放送された「みんなの広場だ!わんパーク」の流れを引き継いだ形で、歌手のつのだりょうこ（おかあさんといっしょのうたのおねえさん出身）が司会に当たる「キャプテン」を務め、テントみんなの広場（2004年4月以後はみんなの広場ふれあいホール）のスタジオを冒険心溢れる帆船・りんりん丸に見立てて、ゲストの歌手やタレントとスタジオの観客が一体となった歌とリズムのステージを展開するというものだった。

## 放送時間
- 隔週日曜日：17:00 - 17:55（『ハッチポッチステーション』→『ぐっとくるサンデー』とのローテーション）

## 登場人物
- つのだりょうこ（キャプテン）
- 戸田ダリオ（ムージュン。番組内でダリオと呼ぶのはタブー。）（『みんなの広場だ!わんパーク』から続投。）
- 中島啓江（ビッグママ）

### プチクルー
- 石井大河（いしいたいが、出演期間：小6～中1。プチキャプテン。放映期間中に変声期を迎えるも最終回まで出演。）
- 石川梓文（いしかわしふみ、出演期間：小4～小5）
- 安達妃美（あだちひめみ、出演期間：小3～小4）
- 金野ことみ（きんのことみ、出演期間：小2～小3）
- 前橋聖丈（まえばしちひろ、出演期間：年長～小1） 
前橋は2002年秋のおかあさんといっしょのファミリーコンサート「バナナン島の大ぼうけん!」にゲスト出演しており、小猿の役を演じた。
- 與那覇結衣（よなはゆい、出演期間：年中～年長） 
與那覇は同年開始の番組にほんごであそぼにも出演した。

「みんなの広場だ!わんパーク」のGOダンサーと同じ所属、アイビィーカンパニーから抜擢されたメンバー。年長者4人はGOダンサーとほぼ同等に高いダンス力を有していたが、メンバーの年齢構成の違いや、番組内容の対象年齢がわんパークよりも相対的に低かったため、GOダンサー程ハイレベルなダンスを披露する機会に恵まれなかった。石井大河と金野ことみは番組終了後程なく引退、また安達妃美は2007年に所属事務所を移籍、前橋聖丈は2007年に所属事務所を脱退したため、6人揃っての再結成は困難である。2007年1月に復活コンサートを行ったときは石井・金野を除いた4人で出演した。

### りんりんクルーバンド
- 後藤郁夫（ギター）（『みんなの広場だ！わんパーク』から続投。）
- 御供信弘（ベース）（『みんなの広場だ！わんパーク』から続投。）
- 佐治宣英（ドラム）（『みんなの広場だ！わんパーク』から続投。）
- 宮崎裕介（キーボード）（『みんなの広場だ！わんパーク』から続投。）
- 石川ハルミツ（ギター、2年目より）
- 大森輝作（ベース、2年目より）
- 重村政臣（ドラム、2年目より）
- 矢吹卓（キーボード、最終回のみ）

1年目は「みんなの広場だ！わんパーク」と同じく後藤・御供・佐治・宮崎の4人体制であったが、メンバーの番組外での活動の増大に伴い2年目より、後藤・佐治・大森・宮崎と石川・御供・重村・宮崎の2班体制で交互出演になった。最終回の収録当日はエンディングで宮崎以外が全員集結した（宮崎は浜崎あゆみのツアー参加のため、1回前の収録で一足早く卒業した）。

### ゲスト
前番組では、おかあさんといっしょの現役おにいさん・おねえさんもゲスト出演していたが、本番組では放送当時現役だったおにいさん・おねえさんの出演は放送波が異なるBSおかあさんといっしょの3人のみとなっている。
おかあさんといっしょOB･OG
- 杉田あきひろ（9代目うたのおにいさん）
- 速水けんたろう（8代目うたのおにいさん）
- 茂森あゆみ（17代目うたのおねえさん）
- 坂田おさむ（7代目うたのおにいさん）
- 神崎ゆう子（16代目うたのおねえさん）
- 森みゆき（15代目うたのおねえさん）

BSおかあさんといっしょ
- ひなたおさむ
- かまだみき
- 恵畑ゆう

にこにこぷんがやってきた!
- 瀧本瞳

英語であそぼ
- エリック

うたっておどろんぱ
- おどるくん
- ひとみ
- てる
- こーじ
- じろー

みんなの広場だ!わんパーク
- ミーオ
- GOダンサー

その他
- 坂田めぐみ
- 影山ヒロノブ
- 岡本知高
- 石川ひとみ
- 岩崎良美
- 遠藤正明
- 川村万梨阿
- ティンクティンク
- エリック・ジェイコブセン
- カルロス菅野
- シキーニョ
- 藤陵雅裕
- ティンクティンク

## 音楽
オープニングテーマ「夢りんりん」
作詞：日暮真三 / 作曲：堀井勝美 / 編曲：後藤郁夫
エンディングテーマ「でも夢みたい」
作詞：日暮真三 / 作曲：堀井勝美 / 編曲：後藤郁夫
その他
「ヤッホ・ホー」
作詞・作曲：坂田修 / 編曲：後藤郁夫
「はじめてって、ドキッ！ドキッ！」
作詞：里乃塚 玲央  作曲：有澤 孝紀